# Spätwinter
Als Spätwinter bezeichnet man in der Meteorologie die Spätphase des Winters, im Allgemeinen die Zeit von Mitte Februar bis Mitte März. Nach anderen Konzepten beschreibt es speziell die erste Hälfte des Februars.
Diese vier Wochen, meteorologisch/klimatologisch meist 15. Februar bis zum Frühlingsanfang als Teil der meteorologischen Jahreszeit Winter angesiedelt, überlappen sich mit dem – aus statistischen Gründen auf den Monatsanfang gelegten – Konzept des meteorologischen Frühlingsanfangs per 1. März. Daher verwendet man den Begriff weniger für statistische als für synoptische Meteorologie und verwandte Disziplinen wie die Schneekunde und Phänologie. Der Spätwinter folgt dem Hochwinter und leitet in den Vorfrühling über.
Typisch für den Spätwinter gemäßigter Breiten ist das Ende der hochwinterlichen Dauerfröste (Eistage) und das Aufbrechen der Schneedecke, das sich in höheren Lagen und Breiten bis in den April oder gar Mai ziehen kann. Frosttage (Niedrigsttemperatur unter Null) im Spätwinter sind noch der Normalfall, so verzeichnen etwa Innsbruck oder Bern durchschnittlich zirka 100 Frosttage/Jahr, also volle drei Monate, Deutschland eine Februarmitteltemperatur (1761–2009) von 0,0 °C. Gleichzeitig mit den höheren Lufttemperaturen stellen sich instabilere Großwetterlagen ein, sodass der Spätwinter im Jahresgang weniger deutlich charakterisiert ist als der Hochwinter, und auch zeitlich je nach Jahr stärker schwankt.
Hermann Flohn hat in den 1940er Jahren den Begriff des Spätwinters (abgekürzt Ws) als Singularität auf den 3.–12. Februar spezifiziert. Diese Definition beschreibt eine für Mitteleuropa typische Hochdrucklage, die nach allgemeineren Konzepten noch zum Hochwinter gerechnet wird. Andere Autoren haben dann auch einen Ersten und Zweiten Spätwinter definiert, etwa im Intervall 5.–19. Februar resp. 20. Februar–11. März. Allzu feingliedrige Unterteilungen der meteorologischen Jahreszeiten haben sich aber nicht durchgesetzt, meist sind sie zu lokal, oder sind mit Eintrittshäufigkeiten um 50 % zu wenig signifikant. Außerdem verändern sie sich mit den langfristigen Klimaschwankungen, etwa der globalen Erwärmung im 21. Jahrhundert: Für Deutschland ist beispielsweise die (erste) Spätwintersingularität im Mittel der Klimanormalperiode 1961–90 gut nachweisbar (für das Datum 15.–17. Februar), für 1991–2017 aber nurmehr eine den regulären Temperaturanstieg unterbrechende Temperaturkonstanz der ersten Februarhälfte; ein zweiter Spätwinter zeichnet sich nurmehr im gut 100-jährigen Mittel für die Werte 1881 bis heute ab.
In Bauernregeln – frühen Systematisierungen von Wetterbeobachtungen – gilt allgemein Mariä Lichtmess, der 2. Februar, als Lostag zwischen Hochwinter und Spätwinter, weil ab dann die Forstarbeit endet und wieder Feldarbeit beginnt.